# Lifehack
Lifehack – ogólna nazwa sposobów i trików używanych do ułatwiania sobie życia. W szczególności są to pomysły programistów, którzy próbują przenosić idee i koncepcje informatyczne na codzienne życie.

## Historia
Brytyjski dziennikarz Danny O’Brien po raz pierwszy użył terminu „lifehack” po tym jak zbierał dane od grupy produktywnych geeków o szczegółach ich pracy. Zauważył, że przygotowują oni skrypty automatyzujące wykonywanie powtarzalnych czynności w celu przyśpieszenia pracy. O’Brien podsumował to w prezentacji pod tytułem: „Life Hacks: Tech Secrets of Overprolific Alpha Geeks” na konferencji technologicznej w San Diego. Po jego prezentacji termin wszedł do powszechnego użycia w społecznościach blogerów i geeków.

## Definicja
Oryginalna definicja słowa „lifehack” odnosi się do skryptów, które filtrowały i analizowały dane z emaili i RSS. Narzędzia takie były używane do synchronizacji plików, śledzenia zadań oraz przypominania wydarzeń z kalendarza. W miarę jak słowo zdobywało coraz większą popularność, definicja się rozszerzała. Dziś każde działanie, które rozwiązuje bądź przyspiesza codzienną czynność lub problem, może być nazwane lifehackiem.

## Oś czasowa
Danny O’Brien przedstawił swoją prezentację w 2004 roku, a zaraz po niej zaczął pracę nad serwisem poświęconym lifehackingowi, który jednak nigdy nie został uruchomiony.
We wrześniu 2004 roku Merlin Mann uruchomił stronę 43 Folders, na której zbierano sposoby na produktywność i gdzie po raz pierwszy opublikowano informacje o niecodziennym organizatorze Hipster PDA.
Inne blogi poświęcone life-hackingowi, takie jak lifehacker.com i lifehack.org, pojawiły się w 2005 roku.
„American Dialect Society” ogłosiła, że słowo „lifehack“ zdobyło drugie miejsce w konkursie na „najbardziej użyteczne słowo 2005 roku”. Pierwsze miejsce zajęło słowo „podcast”.